# Válgame Dios
Válgame Dios é uma telenovela venezuelana produzida e exibida pela Venevisión entre 13 de março e 3 de outubro de 2012.
Original de Mónica Montañés, foi produzida por Carolina De Jacobo e dirigida por José Alcalde.
Foi protagonizada por Sabrina Seara e Eduardo Orozco e antagonizada por Ricardo Álamo, Carlota Sosa e Raquel Yánez. 

## Elenco
- Sabrina Seara - Yamilet López de Castillo (La número 3)
- Eduardo Orozco - Ignacio "Nacho" Castillo Rodriguez
- Ricardo Álamo - José Alberto Gamboa
- Jean Carlo Simancas - Inocente Castillo
- Flavia Gleske - Dinorah Hernández (La número 2)
- Gigi Zanchetta - Mariela Campos de Gamboa (La número 1)
- Roberto Messuti - Cayo Castillo Rodriguez
- Rosmeri Marval - Kimberly "Kiki" Castillo Rodriguez
- Estefanía López - Gabriela "Gaby" Gamboa Campos
- Arán de las Casas - Héctor Zubizarrieta
- Raquel Yanez - Nieves Pérez
- Carlota Sosa - Marbelis Rodríguez de Castillo (La Santa)
- Beatriz Valdés - Guillermina López
- Virginia Urdaneta - Mércedes "Merceditas" Rodriguez
- Aura Rivas - Gumercinda López
- María Cristina Lozada - Eduvigis Martinez
- Judith Vásquez - Luz Moncada
- Juan Carlos Gardié - Jesús "Chúo" Hernández (El Maracucho)
- Alejandro Mata - Remberto Pérez
- Pedro Durán - Padre Efrain
- Yuvanna Montalvo - Mayerling Torres de Bracho (La Perica)
- Erick Ronsó - Jefferson José Bracho
- Alexander Da Silva - Remigio Pérez
- Anthony Lo Russo - Pablo
- Gabriela Santeliz - Andreína
- Absalón de los Rios - Constantino "Tino" Durán
- Michelle Taurel - Ligia Elena Sarría
- Ever Bastidas - Alberto José Gamboa Campos
- Hernán Iturbe - Joya Uribe
- Franco Purroy - Brad Pitt Sarría

## Prêmios e Indicações

### Premios Inter 2013
| Categoria         | Nominado            | Resultado |
| ----------------- | ------------------- | --------- |
| Telenovela do ano | Válgame Dios        | Venceu    |
| História original | Mónica Montañés     | Venceu    |
| Vestuário         | Annick Corro        | Indicado  |
| Ator principal    | Ricardo Álamo       | Indicado  |
| Atriz principal   | Sabrina Seara       | Indicado  |
| Ator de reparto   | Jean Carlo Simancas | Indicado  |
| Ator Revelação    | Alexander Da Silva  | Venceu    |
| Atriz Revelação   | Yuvanna Montalvo    | Venceu    |
| Atriz Revelação   | Rosmeri Marval      | Indicado  |
| Vilão/Vilã do ano | Carlota Sosa        | Venceu    |
| Fotografia        | Jhony Febles        | Indicado  |